# Escítala

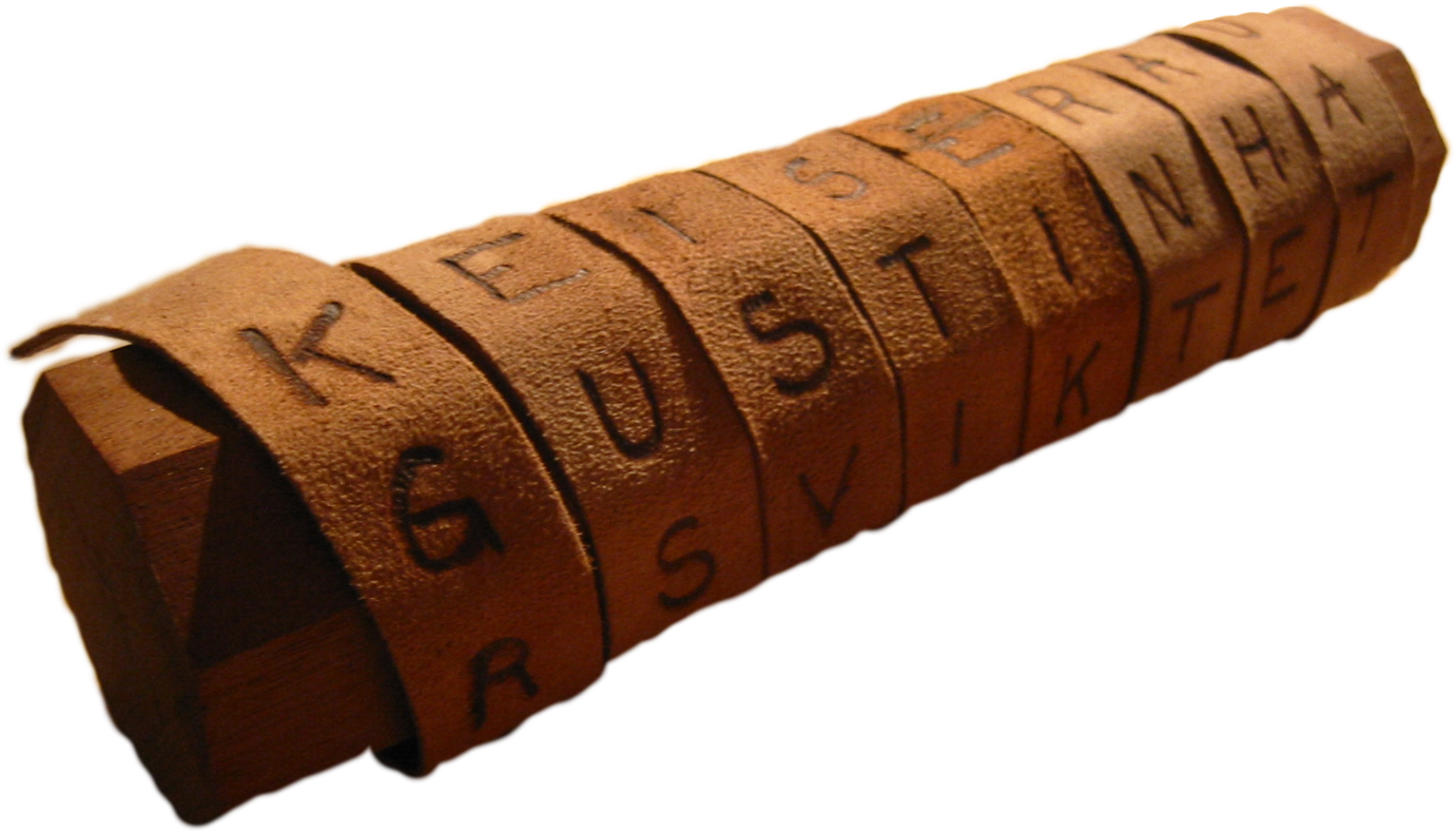
Una escítala

L'escítala (grec: skytálē) o escítala espartana és un sistema de codificació utilitzat pels èfors espartans per a l'enviament de missatges secrets. Està formada per dues vares de gruix variable (però ambdues de gruix similar) i una tira de cuir o papir, les quals reben el nom d'escítala.
El sistema consistia en dues vares del mateix gruix que es lliuraven als participants de la comunicació. Per enviar un missatge s'enrotllava una cinta en espiral a un dels bastons i s'escrivia el missatge longitudinalment, de manera que en cada volta de cinta aparegués una lletra cada vegada. Un cop escrit el missatge, es desenrotllava la cinta i s'enviava al receptor, que només l'havia d'enrotllar a la vara bessona per llegir el missatge original.
Podem trobar una descripció del procediment en l'obra de Plutarc Vida de Lisandre.

## Transposició en criptografia
La transposició és un dels mètodes utilitzats en criptografia i consisteix en alterar l'ordre dels elements d'un missatge (en el sentit de dades a xifrar) i el xifratge es sol basar en l'alteració del missatge original mitjançant la inclusió de símbols innecessaris que desapareixien al enrotllar el missatge en el bastó indicat.
El mètode explicat ha passat per l'escítala, és la transposició més elemental i constitueix una transposició seriada contínua (no té salts). Aquest mètode és també conegut com a transposició de matrius. En algorismes aplicats a imatges equival a una rotació de 90° a la dreta i després emmirallada horitzontalment. Concretament és equivalent a disposar en una taula cada un dels elements en files i després prendre'ls en columnes, sent l'ample de fila el nombre de cares que presenta l'escítala i el nombre de files la quantitat resultant de dividir el llarg total del missatge entre l'ample de fila.

### Exemple d'aplicació

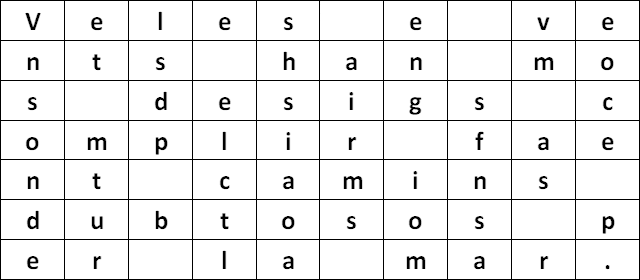
Disposició sobre la taula del text a xifrar

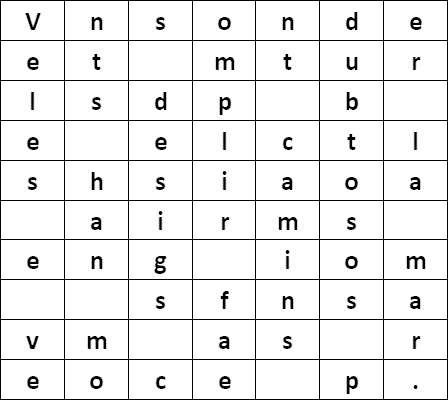
Disposició sobre la taula del text a desxifrar

Sigui el missatge a xifrar els dos primers versos de Veles e vents: «Veles e vents han mos desigs complir faent camins dubtosos per la mar.», i sigui l'escítala de 10 cares, es construeix una taula llavors de 10 mesures d'ample i llarg (missatge)/10 mesures d'alt (6). A continuació es disposa el text en files tal com apareix a la imatge de l'esquerra.
El text xifrat resulta en prendre linealment sense salts la mateixa taula, però ara recorrent-la en columnes. Per tant, el missatge xifrat resultant és: «Vnsondeet mturlsdp b e elctlshsiaoa airms eng iom sfnsavm as reoce p.».
Desxifrar el text amb l'escítala és tornar a posar la tira de cuir enrotllada sobre el pal amb el mateix nombre de cares. De manera similar el missatge obtingut queda desxifrat tornant a aplicar el mateix mètode sobre la taula, sense més que intercanviar les mesures de l'ample per l'alt. A la segona imatge (la de la dreta) pot apreciar-se el cas.
A l'escítala i amb text llegible per a humans es pot ometre els espais en blanc i altres signes de puntuació, amb això el missatge és més breu i críptic i un cop desxifrat no resulta més complex de comprendre. Per claredat en les imatges s'ha optat per incloure'ls.
Quan el missatge no omple (o no hi cap, segons el cas) completament la taula (és a dir: la longitud de missatge/cares no és enter), s'ha de considerar que s'ha d'afegir una fila més, i els caràcters fins al final d'aquesta fila incompleta considerar-los espais en blanc.
Amb vista a desxifrar un missatge amb l'esmentat conjunt de caràcters buits, pot suposar una pista per interceptar el nombre de cares (ample de la taula sense xifrar, alt de la taula xifrada), amb què està xifrat el missatge.
Completant d'aquesta forma una taula dona moltes pistes sobre la mida de taula, perquè queda clar que aquesta ha de ser el producte dels seus divisors. Respecte d'això, la taula (de les imatges que s'acompanyen d'exemple) s'ha creat a propòsit amb 10 files i 6 columnes, a fi d'il·lustrar això mateix. Sent 60 caràcters, la taula té com a factors: 7, 5, 2, per tant hi ha 6 possibles mides de taula (el sumatori de 4 elements). Possibilitats de l'exemple: 7 * 10, 10 * 7, 5 * 14, 14 * 5, 2 * 35, 35 * 2.
Una manera de solucionar això seria que un possible algorisme basat en el mètode afegís una quantitat de caràcters aleatoris (al final, al principi, en ambdós llocs, o fins i tot, repartit dins), dades que haurien de constar en la clau.
Tant el primer caràcter com l'últim són els únics que conserven la seva posició abans i després del xifrat. En texts molt curts (paraules, frases curtes), es poden usar aquests dos caràcters com un senzill mètode de verificació d'integritat. Si la taula és quadrada, tots els elements que formen la diagonal (des de la posició 0 fins al final) també conserven la seva posició original abans i després del xifrat.
Parlem de cares perquè quedi perfectament clar la implicació d'una quantitat de caràcters per cada revolució al voltant del pal. En la pràctica podien ser rodons, ovalats, etc. Amb cares, ja que es pretén indicar la quantitat de caràcters que, donada la mida d'aquests sobre la tira escrita, resulten per cada espira del radi del pal. Resulta més còmode si ho resumim tal com si fossin cares d'un pal amb secció poligonal.